# 经纬天地
《经纬天地》是一部描写中国豫商文化的商战年代大戏(同类型的有《大宅门》、《乔家大院》)，时间跨度从清代末年到抗战胜利。本剧根据著名作家周大新的长篇小说《第二十幕》(茅盾文学奖入围作品、人民文学奖获奖作品)改编而成，本剧讲述了柞绸作坊“尚吉利”由弱到强的发展过程。剧中将恢宏的时代背景和人物起伏跌宕的人生际遇相互结合，展示了一部波澜壮阔的史诗画卷。
本剧于2009年3月27日在北京怀柔正式开机，历时4个月，最终完成了56集的拍摄任务。2010年8月18日在CCTV-8首播时为49集。

## 主创名单
- 导　演：黄健中
- 编　剧：周志方
- 出品方：
- 中国国际电视总公司
- 中国广播电影电视节目交易中心

## 演员名单
| 角色   | 演員   |
| 尚达志 | 贾一平 |
| 梁顺儿 | 马伊琍 |
| 楚陶朱 | 张光北 |
| 盛云纬 | 周 扬  |
| 尚安业 | 苏廷石 |
| 达志娘 | 刘燕燕 |
| 秦淮河 | 林达信 |
| 秦少杰 | 任东霖 |
| 盛 母  | 赵 静  |
| 席蕙荪 | 雷恪生 |
| 梁敬九 | 李连生 |
| 栗温保 | 吕一丁 |
| 申葫芦 | 李 耕  |
| 晋金存 | 贾 伟  |
| 卓 远  | 王 涛  |
| 盛谷梁 | 白德彰 |
| 玉凌风 | 张 迪  |
| 包兴安 | 商子见 |
| 贞 祺  | 田 野  |

## 電視劇歌曲
| 曲序 | 曲目               |        | 作曲   | 演唱                         |
| ---- | ------------------ | ------ | ------ | ---------------------------- |
| 1.   | 仁义无限（片頭曲） | 闫拓时 | 王亚民 | 王亚民                       |
| 2.   | 亂世情緣（片尾曲） | 吴雪玲 |        | 葉蓓                         |
| 3.   | 放蚕歌（插曲）     | 吴雪玲 |        | 刘燕燕                       |
| 4.   | 无言歌（插曲）     |        |        | 吴砚迪、王殊颖、心感觉合音组 |